# 네안데르탈인 유전체 프로젝트

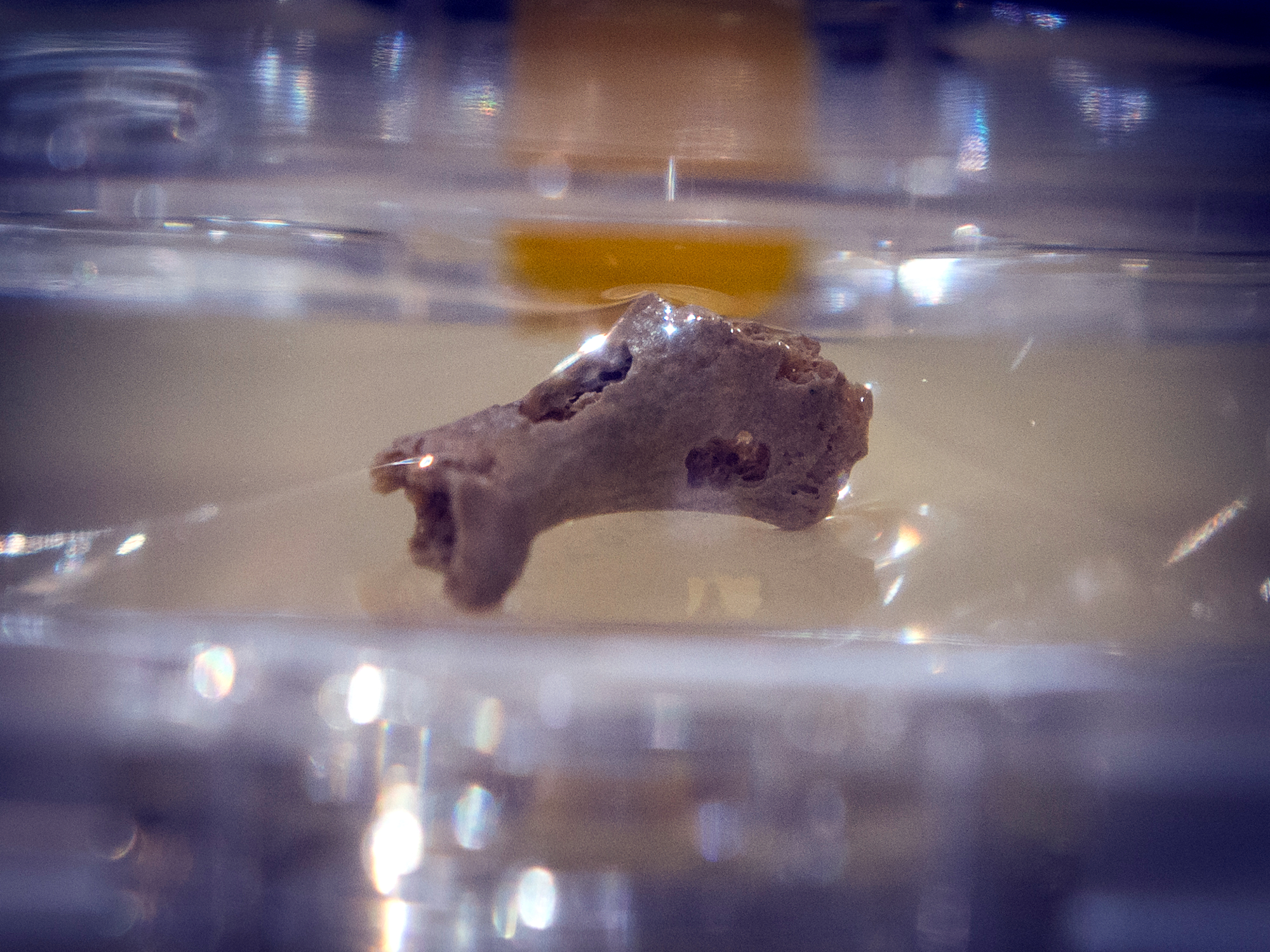
네안데르탈인 유전체 프로젝트 시료의 하나인 데니소바 5. 네안데르탈인의 엄지발가락 유골이다.

네안데르탈인 유전체 프로젝트(영어: Neanderthal genome project)는 네안데르탈인 유전체의 DNA 시퀀싱을 위해 2006년 7월 발족한 과학 프로젝트이다.
이 프로젝트는 독일 막스 플랑크 협회의 진화인류학 연구소와 미국 코네티컷주 브팬퍼드에 있는 생명공학 회사인 454 라이프 사이언시스사의 협업으로 시작되었다. 2010년 5월 프로젝트는 네안데르탈인 유전체의 첫 분석 결과(Vi33.16, Vi33.25, Vi33.26)를 아프리카를 벗어난 이후 현생 인류가 지닌 4억쌍의 염기서열과 대조하여 발표하였다.
2013년 12월 프로젝트는 시베리아의 알타이산맥에 있는 데니소바 동굴에서 발굴된 "알타이 네안데르탈인"인 데니소바 5의 발가락 뼈를 시료로 하여 네안데르탈인 유전체 염기 서열의 대부분을 분석하고 발표하였다. 데니소바 5는 약 5만년 전 살았던 네안데르탈인 여성으로 데미소바 동굴의 하위 층 11.4에서 발견되었다.

## 배경

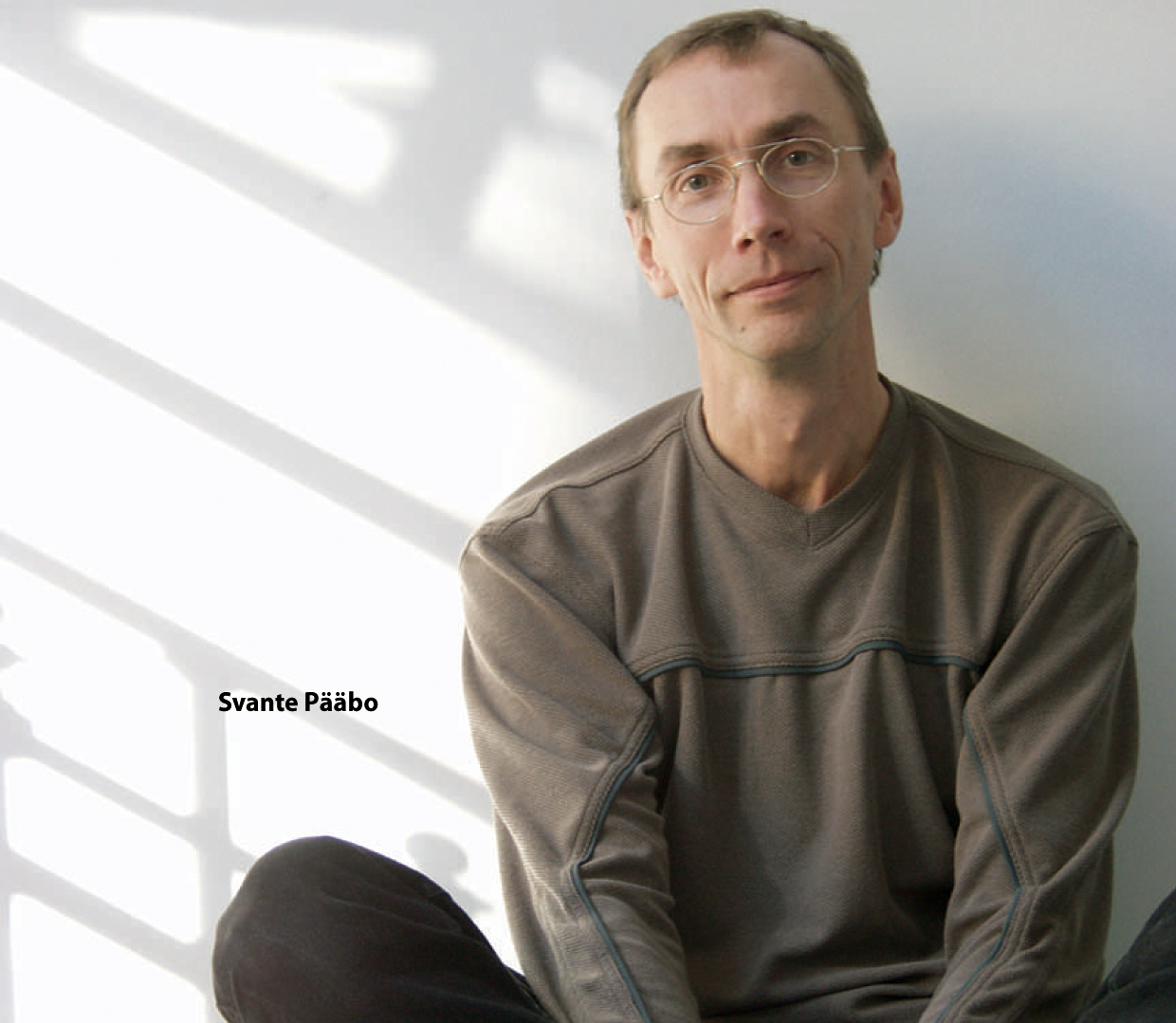
네안데르탈인 유전체 프로젝트를 이끈 스반테 페보는 프로젝트 성공으로 유명인이 되었다.

1990년 시작된 인간 유전체 프로젝트는 2003년 현생 인류인 호모 사피엔스의 유전체 지도 작성을 완료하였다. 이후로 침팬지 게놈 프로잭트와 같은 영장류를 대상으로 한 유전체 프로젝트가 진행되었으며, 구인류의 유전체에 대한 관심으로 이어졌다.
네안데르탈인 유전체 가운데 먼저 해독된 것은 비교적 길이가 짧은 미토콘드리아 DNA이었다. 1997년 7월 《셀》에는 마티아스 크링스, 앤 스톤, 랄프 W. 슈미츠, 하이케 크라이니츠키, 마크 스톤킹, 스반테 페보가 발표한 〈네안데르탈인 DNA 서열과 현생 인류의 기원〉이 등재되었다. 이 논문은 현생 인류와 네안데르탈인, 침팬지의 미토콘드리아 DNA 염기 서열을 비교하여 세 집단이 뚜렷이 구분되는 차이를 보인다는 점을 밝히고, 현생 인류와 네안데르탈인 사이의 미토콘드리아 DNA 중첩이 없음을 보였다. 즉, 이 결과대로라면 현생 인류와 네안데르탈인은 공통 조상에서 분기된 이후 서로 혈연을 맺지 않았다는 의미가 된다.
미토콘드리아 DNA 분석 이후 인류유전학에서는 현생 인류와 네안데르탈인 사이에 혼혈이 없었다는 것이 거의 정설로 받아들여졌지만, 화석의 해부학적 증거를 더 중요하게 여기는 고인류학은 이 결과를 선듯 받아들이지 않았다. 네안데르탈인과 현생 인류 사이의 해부학적 연관성이 쉽게 무시될 수 없었기 때문이다. 고인류학에서는 여전히 네안데르탈인과 현생 인류 사이의 혼혈이 있었을 것이라는 의견이 대세였다.:210-211
미토콘드리아 DNA는 전체 유전체 중에 0.05 %에 불과하고 모계 유전하기 때문에 1997년 발표된 논문의 결과는 엄밀히 말하면 네안데르탈인 여성으로부터 현생 인류에 전달된 유전자가 없다는 의미가 된다. 실제 유전자 전달을 알아보려면 네안데르탈인 게놈 전체를 해독할 필요가 있었다. 막스 플랑크 협회의 스반테 페포가 이끄는 연구팀은 네안데르탈인의 총 유전체를 분석할 프로젝트를 시작하였다.:219-276

## 시료
네안데르탈인 유전체 프로젝트에 사용된 시료는 크로아티아 빈디자 동굴에서 발굴된 3만8천년 전 네안데르탈인 여성 3구의 넙다리뼈를 포함하여 스페인, 러시아, 독일 등지에서 발굴된 여러 네안데르탈인의 유골이다. 모두 21개의 유골에서 각 50 - 100 mg의 시료를 체취하였고 염기 서열 분석에 사용된 시료의 총량은 0.5 그램 정도에 불과하였다. 시료의 양은 작았지만 분석에는 많은 어려움이 따랐다. 특히 유골 자체가 오랜 시간 동굴에 있으면서 세균의 침입을 받았고, 그 동안 여러 연구자들 역시 맨손으로 시료를 다루었기 때문에 세균 오염이 발생하였다. 세균 오염을 해결하지 않으면 염기서열 분석에 세균의 DNA 것도 함께 포함되므로 문제가 된다. 스반테 페보 연구팀은 세균 오염 문제를 해결하기 위해 완전히 소독된 클린룸을 마련하고 엄격한 출입 통제 아래에서 시료를 다루었다.
유전체의 염기 서열을 확인하는 기존의 방법은 겔 전기 영동법이 대표적이었으나 프로젝트는 보다 빠른 방법을 찾고 있었다. 분석해야 할 유전체의 양이 30억 쌍 이상으로 엄청나게 컸기 때문에 기존의 방식으로는 천문학적인 비용이 예상되었기 때문이다. 처음에는 라이프치히 대학교의 균유전체학을 이용하여 세균에 DNA를 주입하고 증폭한 뒤 분석하는 방법을 썼지만 만족스럽 지 않았다. 프로젝트는 결국 454 라이프 사이언시스의 새로운 분석 방법인 피로시퀀싱을 도입하기로 하였다.:187-196 피로시퀀싱은 피로인산의 화학 반응을 이용하여 목적하는 염기서열이 검출될 때 빛이 발생하는 현상을 이용한다. 발생된 빛을 카메라로 촬영하고 염기서열을 분석한다. 막스 플랑크 연구소는 454 라이프 사이언스에게 시퀀싱 작업을 의뢰하였다. 비용은 500만 달러(약 55억6,500만 원)이었다.:201

## 성과
2009년 2월 스반테 페보가 이끄는 막스 플랑크 연구소 팀은 네안데르탈인 유전체에 대한 첫 분석 결과를 발표하였다. 당시는 네안데르탈 유전체 프로젝트는 60 %가량 완료된 상태였고 주요 발표 내용은 네안데르탈인이 젖당불내성을 가지고 있어 성인이 되면 우유를 소화시킬 수 없었다는 것 등이었다. 네안데르탈인의 유전체를 모두 분석하면 복제를 할 수도 있느냐는 질문에 스반테 페보는 "화석에서 추출한 DNA으로는 불가능하다"고 답변하였다. 이 당시만 해도 네안데르탈인과 현생 인류 사이에 유전적 관련은 없어 보였다. 프로젝트는 분석되지 않은 유전체 중에서 FOXP2 유전자를 발견하기를 희망하고 있었다. FOXP2는 언어 사용에 관련된 유전자이다.
2010년 5월 프로젝트는 네안데르탈인 총 유전체 염기서열 분석 결과를 발표하면서서 현생 인류 가운데 아프리카 이외의 지역의 사람들은 네안데르탈인의 유전자를 1 % - 4 %가량 물려 받았다고 보고하였다. 프로젝트가 비교군으로 사용한 호모 사피엔스의 유전체는 프랑스인, 중국 한인, 그리고 파푸아뉴기니 원주민이었다. 이로서 구인류와 현생인류의 혼혈이 유전자 검사를 통해 증명되었다. 프로젝트는 이들의 혼혈이 레반트 지역에서 이루어졌을 것이라고 추정하였다.
2020년 프로젝트는 현생 인류와 네안데르탈인의 염기 서열이 99.7 % 일치한다고 발표하였다. 이는 네안데르탈인이 진화적으로 현생 인류와 매우 가까운 자리에 있음을 뜻한다. 이와 대조적으로 침팬지의 경우 현생 인류와 유전체 일치율은 98.8 %이다. 다만, 침팬지의 염기 서열 대조는 연구에 따라 낮게는 94%, 높게는 99 %까지 다양한 값을 제시해 왔다. 최근의 연구 성과는 인간, 침팬지, 보노보 사이의 유전체 차이를 1.0 - 1.2 % 로 보고하고 있다. 이런 결과를 감안하더라도 현생 인류와 네안데르탈인의 유전체 차이 0.3 %는 다른 어떤 종보다 둘 사이가 가깝다는 것을 의미한다. 약 16,500 쌍의 염기 서열이 있는 미토콘드리아 DNA에 대한 분석에서 현생 인류와 네안데르탈인이 갖는 서로 다른 염기쌍은 202 쌍으로 침팬지와 현생 인류 사이이 차이인 1,462 쌍에 비해 매우 적다. 이 역시 네안데르탈인이 현생 인류와 매우 가까운 사이였다는 것을 보여준다.

## 발표 이후

### FOXP2
네안데르탈인 총 유전체의 염기 서열이 발표된 이후 학자들은 현생 인류의 유전체를 참조하면서 유전자 확인 작업을 시작하였다. 그 결과 네안데르탈인 역시 언어 사용에 필요한 FOXP2 유전자를 가지고 있으며 현생 인류와 똑같은 염기 서열로 구성되어 있다는 것이 확인되었다. 물론 동일한 유전자를 지니고 있다고 동일한 활동을 하였다는 보장은 없지만, 최소한 언어 사용에 유전적 장애는 전혀 없었다는 점이 확인된 것이다. 한편, 미국 캔자스 대학교 고인류학자 데이비드 프레이어는 네안데르탈인의 화석에 남은 도구 사용의 흔적을 조사하여 네안데르탈인이 9:1의 비율로 오른손잡이였다는 것을 밝혔다. 좌우 뇌의 비대칭적 사용은 언어 사용에 대한 또 다른 방증이다.:214 - 216 오늘날 대다수의 학자는 네안데르탈인이 어떤 식으로든 언어를 사용하여 의사소통을 했을 것이라고 추정한다.

### Y 염색체
네안데르탈인 유전체 프로젝트가 사용한 시료의 대다수는 네안데르탈인 여성에서 얻은 것이어서 Y염색체에 대한 추적을 할 수는 없었다. 이후 막스 플랑크 유전자 연구소는 네안데르탈인 남성의 시료를 사용하여 분석한 결과 이들이 초기에는 고유의 Y 염색체를 지니고 있었지만 후대가 되면서 현생 인류의 Y 염색체로 대체되었다는 것을 밝혔다. 이는 앞서 발표한 현생 인류의 상염색체에 포함된 유전체와는 다른 시기에 침입된 것이다. 왜 이런 일이 일어났는 지는 알 수 없지만, 네안데르탈인과 현생 인류 사이에 시기를 달리하는 여러 차례의 혼혈이 있었다는 점은 분명하다.

## 문화적 영향
19세기 네안데르탈인 화석이 발견된 이후 대중 문화는 이들을 난폭하고 야만적이며 지능이 떨어지는 동굴에 사는 원시인으로 묘사해 왔다. 20세기를 거치며 많은 새로운 사실이 밝혀졌지만 대중적 인식은 여전한 면이 있었다. 그러나 네안데르탈인의 유전체 분석의 결과에 따라 현생 인류와 크게 다르지 않으며 언어마저 공유하였을 수 있다는 인식이 생기게 되었다.

## 같이 보기
- 크로마뇽인
- 네안데르탈인의 절멸
- 구인류와 현생인류의 혼혈

## 참고 문헌
- 스반테 페보, 김명주 역, 《잃어버린 게놈을 찾아서 - 네안데르탈인에서 데니소바인까지》, 부키, 2015년, ISBN 978-89-6051-512-3
- 이상희 윤신영, 《인류의 기원》, 사이언스북스, ISBN 978-89-8371-754-2